# Stefanos Dimitriadis
Stefanos Dimitriadis, gr. Στεφανος Δημητριαδης (ur. 8 września 1989 w Atenach) – grecki pływak, uczestnik igrzysk w Londynie.

## Kariera[1][2]

### Igrzyska olimpijskie
Na igrzyska do Londynu zdobył kwalifikację jako jeden z 54 greckich sportowców. Startował w dwóch konkurencjach: w 100 metrów stylem motylkowym (zajął 41. miejsce z czasem 54:20) oraz 200 metrów stylem motylkowym (kwalifikację ukończył na 23 miejscu z czasem 1:58,79, co nie dało mu awansu do finału).